# Scarlett Dream
Scarlett Dream ist die Titelheldin einer französischen Comic-Serie, die ab 1965 veröffentlicht wurde. Zeichner der erotischen Abenteuerserie um die der Schauspielerin Marlène Jobert nachempfundene Hauptfigur, die im Dienst der internationalen Spionageabwehr zusammen mit ihrem Begleiter Ralph gegen den diabolischen Dr. Styx kämpft. war Robert Gigi, Autor Claude Moliterni.

## Veröffentlichung
Die Erstveröffentlichung von Scarlett Dream erfolgte 1965 als Fortsetzungsgeschichte im französischen Comicfachmagazin V-Magazine. Im Jahr 1967 veröffentlichte der französische Verleger Eric Losfeld die Fortsetzungsgeschichte als zusammenhängendes Album.
Bis zur Mitte der 1970er Jahre wurden insgesamt sechs Alben veröffentlicht, die meisten davon bei Dargaud:
1. Scarlett Dream
2. Araignia
3. L'inconnu de Hong-Kong
4. Ombres sur Venise
5. A deux pas de l'enfer
6. En double commande

Insgesamt erschien Scarlett Dream in siebzehn Ländern. Auf Deutsch erfolgte zu Beginn der 1970er Jahre zunächst ein teilweiser Abdruck im Magazin Pip. In den Jahren 1981 bis 1983 veröffentlichte der Carlsen Verlag vier Alben von Scarlett Dream.:
1. Der Unbekannte aus Hongkong
2. Schatten über Venedig
3. Zwei Schritte zur Hölle
4. Atomspione

## Rezeption
Während Franco Fossati Scarlett Dream bescheinigt, „ein sehr guter Abenteuercomic“ zu sein, und mutmaßt, die Comic-Serie solle „die Lücke zwischen Barbarella und Modesty Blaise schließen“,  sieht Andreas C. Knigge eine „plumpe Handlung“ und „Abenteuer, die an Trivialität kaum noch zu überbieten sind“, obwohl er zuvor zusammen mit Achim Schnurrer den Comic wegen des ausgefallenen Zeichenstils als „bemerkenswert“ bezeichnete.
Für seine Arbeiten an Scarlett Dream und Orion wurde Robert Gigi im Jahr 1969 auf dem Comicfestival in Lucca ausgezeichnet.